# 祖布科維奇
51°2′3″N 27°41′27″E / 51.03417°N 27.69083°E
祖布科維奇（烏克蘭語：Зубковичі），是烏克蘭北部的村莊，隸屬日托米爾州的科羅斯滕區。該村始建於1583年，面積3.79平方公里，海拔高度188米，2001年人口1,643，人口密度每平方公里433.51人。